# Fruschnitzbach
Der Fruschnitzbach ist ein Bach in der Gemeinde Kals am Großglockner (Bezirk Lienz). Der Bach entspringt unterhalb des Fruschnitzkees und mündet südlich des Kalser Tauernhauses in den Kalserbach. Sein Name leitet sich vom slawischen brusnica (Wetzstein) ab.

## Verlauf
Der Fruschnitzbach speist sich aus dem Schmelzwasser der Fruschnitzkees und entspringt zwischen dem Spitz im Norden, der Oberen Fruschnitzscharte im Osten und dem Gelben Wandl im Süden. Er fließt in westliche Richtung, erreicht in rund 1850 Metern die Waldgrenze und mündet südlich des Kalser Tauernhauses linksseitig in den hier als Seebach bezeichneten Oberlauf des Kalserbachs. Benachbarte Bäche sind der Laperwitzbach im Norden und der Rumesoibach im Süden.